# Yevgueni Jan
Yevgueni Jan es un deportista uzbeko que compitió en taekwondo. Ganó una medalla de bronce en los Juegos Asiáticos de 1994 en la categoría de –64 kg.

## Palmarés internacional
| Juegos Asiáticos | Juegos Asiáticos  | Juegos Asiáticos  | Juegos Asiáticos |
| Año              | Lugar             | Medalla           | Categoría        |
| ---------------- | ----------------- | ----------------- | ---------------- |
| 1994             | Hiroshima (Japón) | Medalla de bronce | –64 kg           |